# Рача (Домжале)
Рача (словен. Rača) — поселення в общині Домжале, Осреднєсловенський регіон, Словенія.
Висота над рівнем моря: 310,1 м.